# Radhanieten

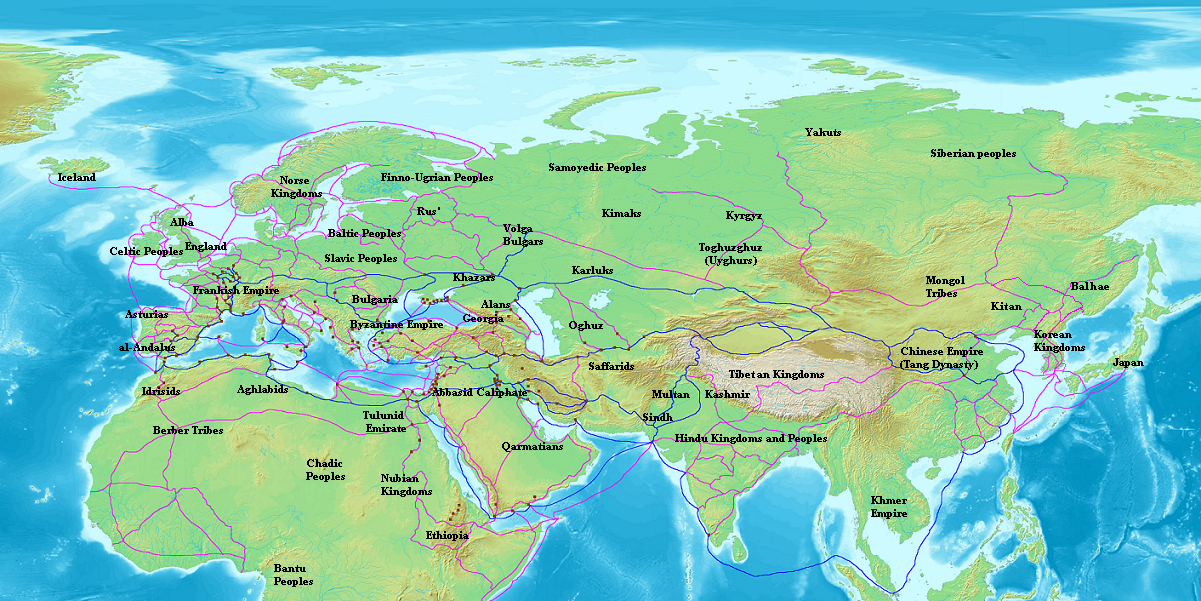
Bovenstaande kaart van Eurazië toont het handelsnetwerk van de Radhanieten (in het blauw), ca. 870, zoals dit werd gerapporteerd in in het Boek van Wegen en Koninkrijken van de hand van Ubn Khordadbeh. Andere handelsroutes worden in het paars weergegeven.

De Radhanieten  of Radanieten (Hebreeuws רדהנים Radhanim; Arabisch الرذنية ar-Raðaniyya) waren middeleeuwse Joodse handelaren. Onduidelijk is of de term, die slechts door een beperkt aantal primaire bronnen wordt genoemd, naar een specifiek gilde of een specifieke clan verwijst, of mogelijk een generieke term was voor Joodse kooplieden in het trans-Euraziatische handelsnetwerk.
Joodse kooplieden waren in de vroege middeleeuwen (ca. 500-1000) betrokken bij de handel tussen de christelijke en de islamitische wereld. Vele tijdens het Romeinse Rijk gevestigde handelsroutes bleven dankzij hun inspanningen in de vroege Middeleeuwen grotendeels in tact. Het handelsnetwerk van de Radhanieten bedekte een groot deel van Europa, Noord-Afrika, het Midden-Oosten, Centraal-Azië en delen van India en China.